# Resolutie 217 Veiligheidsraad Verenigde Naties
Resolutie 217 van de Veiligheidsraad van de Verenigde Naties werd op 20 november 1965 goedgekeurd. Tien leden van de Veiligheidsraad stemden voor, enkel Frankrijk onthield zich.

## Achtergrond
Anno 1965 was Zuid-Rhodesië, het huidige Zimbabwe, een kolonie van het Verenigd Koninkrijk. Het land werd bestuurd door een blanke minderheid onder leiding van Ian Smith. Op 11 november 1965 riep diens regering de onafhankelijkheid uit van de Republiek Rhodesië.

## Inhoud
De Veiligheidsraad was diep bezorgd om de situatie in Zuid-Rhodesië, en overwoog dat de illegale regering in Zuid-Rhodesië de onafhankelijkheid had uitgeroepen en dat het Verenigd Koninkrijk als bestuursmacht dit als rebellie zag. De Veiligheidsraad bemerkte dat het Verenigd Koninkrijk reeds maatregelen genomen had. De Raad besloot dat de onafhankelijkheidsverklaring een ernstige situatie teweegbracht en dat het Verenigd Koninkrijk er een einde aan moest maken teneinde de internationale vrede en veiligheid te vrijwaren.
1. Resolutie 216 en resolutie 1514 (XV) van de Algemene Vergadering werden bevestigd.
2. De machtsgreep door een racistische minderheid in Zuid-Rhodesië werd veroordeeld en de onafhankelijkheidsverklaring werd illegaal geacht.
3. Het Verenigd Koninkrijk werd opgeroepen om deze rebellie de kop in te drukken.
4. Het Verenigd Koninkrijk werd ook opgeroepen om maatregelen te nemen om het minderheidsregime te beëindigen.
5. Alle landen werden opgeroepen om de illegale autoriteit niet te erkennen en geen diplomatieke betrekkingen aan te knopen.
6. Het Verenigd Koninkrijk werd opgeroepen om het volk van Zuid-Rhodesië zelf te laten beslissen over hun toekomst.
7. Alle landen werden opgeroepen het illegale regime niet te steunen, in het bijzonder door geen wapens te leveren en alle economische relaties te verbreken, inclusief een olie-embargo.
8. Het Verenigd Koninkrijk werd gemaand om al zijn maatregelen en deze in paragraaf °8 snel op te leggen.
9. De Organisatie van Afrikaanse Eenheid werd opgeroepen om mee te werken aan de uitvoering van deze resolutie.
10. Besloten werd de kwestie in het oog te houden om eventueel nog meer maatregelen te nemen.

## Verwante resoluties
- Resolutie 202 Veiligheidsraad Verenigde Naties
- Resolutie 216 Veiligheidsraad Verenigde Naties
- Resolutie 221 Veiligheidsraad Verenigde Naties
- Resolutie 232 Veiligheidsraad Verenigde Naties

Lijst ·  200 ·  201 ·  202 ·  203 ·  204 ·  205 ·  206 ·  207 ·  208 ·  209 ·  210 ·  211 ·  212 ·  213 ·  214 ·  215 ·  216 ·  217 ·  218 ·  219